# Decomunistizzazione

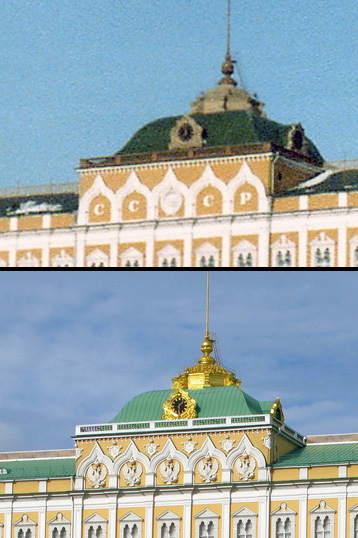
Dopo il crollo dell'URSS, sulla facciata del Gran Palazzo del Cremlino, l'iscrizione "СССР" e l’emblema dell'Unione Sovietica sono stati sostituiti da cinque aquile bicefale dello stemma della Russia, nazione nella quale la decomunistizzazione non ha completato il suo percorso

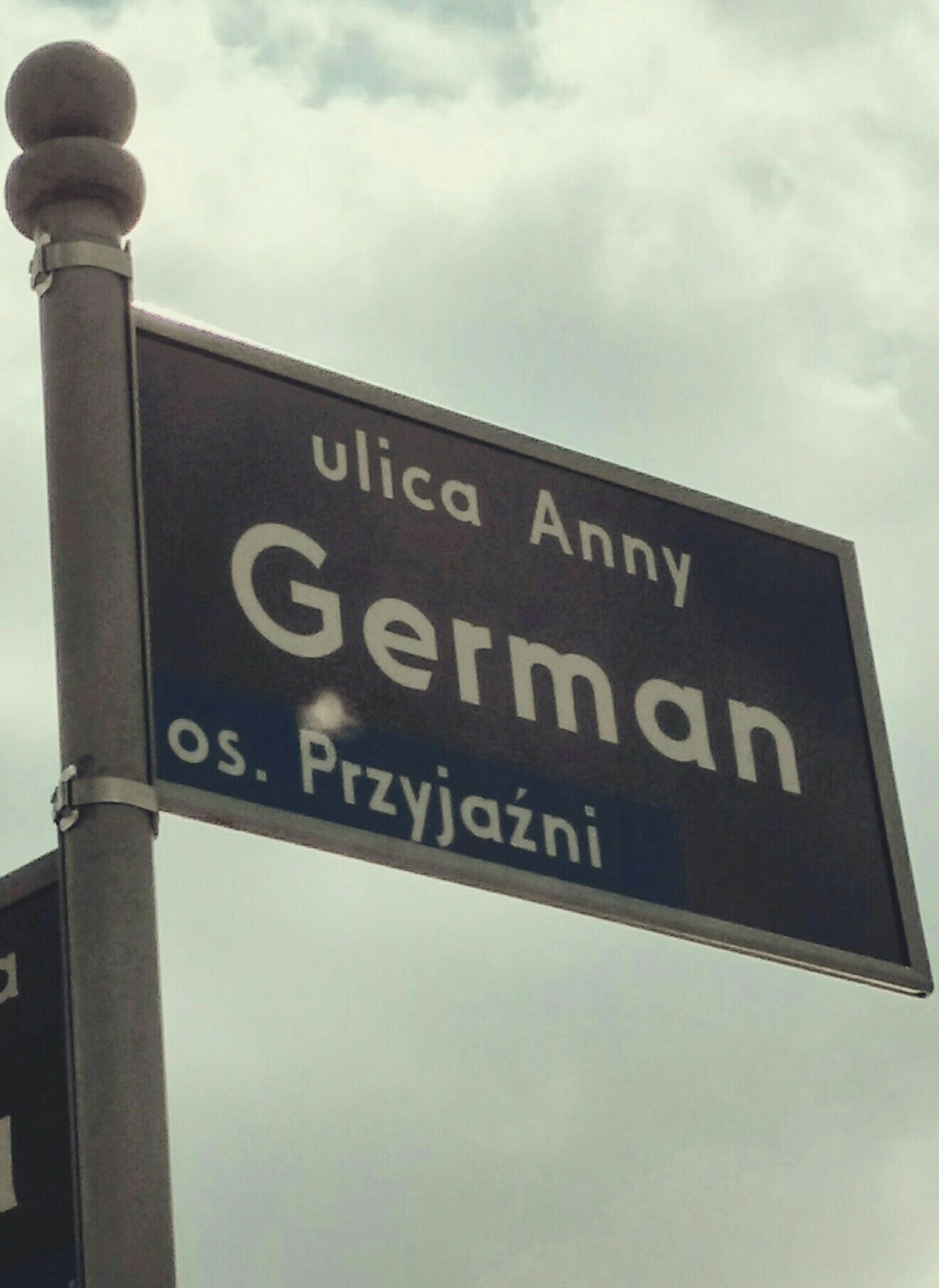
Una delle manifestazioni della decomunistizzazione consiste nell'operare modifiche all'odonomastica. Nel 2017 la via Julian Leński di Poznań fu rinominata in onore di Anna German.

La decomunistizzazione è il processo di smantellamento dell'eredità delle istituzioni statali comuniste, della cultura e della psicologia nei paesi post-comunisti. Il termine è più comunemente applicato agli ex paesi del blocco orientale e degli Stati post-sovietici per descrivere una serie di cambiamenti legali e sociali nei rispettivi periodi di post-comunismo susseguitesi al termine della guerra fredda.

## Legislazione adottata
In molti Stati è stata adottata una legislazione che contempla il lustrismo, che consiste nell'epurazione dei gerarchi comunisti e loro collaboratori.  In alcuni Paesi la decomunistizzazione prevede il divieto all'utilizzo dei simboli comunisti. Pur condividendo tratti comuni, i processi di decomunistizzazione si sono svolti in modo differente nei diversi Stati. In molti paesi europei ex appartenenti al blocco sovietico, di cui 9 sono attualmente membri dell'Unione Europea, è stata vietata, per legge costituzionale, la ricostituzione di partiti comunisti con introduzione pure del reato di apologia del comunismo.

## Nazioni coinvolte
Le nazioni coinvolte nell'operazione di decomunistizzazione sono:
- Estonia: Commissione internazionale estone per i crimini contro l'umanità e deportazioni sovietiche dall'Estonia
- Germania: Commissariato Federale per gli Archivi della Stasi
- Lituania: Decomunistizzazione in Lituania
- Moldavia: Decomunistizzazione in Moldavia
- Polonia: Istituto della memoria nazionale
- Rep. Ceca: Decomunistizzazione nella Repubblica Ceca
- Romania: Istituto per l'Indagine sui Crimini del Comunismo e la Memoria dell'Esilio Romeno
- Slovacchia: Decomunistizzazione in Slovacchia
- Ucraina: Decomunistizzazione in Ucraina
- Ungheria: Decomunistizzazione in Ungheria

## Politici comunisti arrestati o processati
- Afghanistan – Mohammad Najibullah
- Bulgaria – Todor Živkov
- Cambogia – Kang Kek Iew, Pol Pot fu arrestato dai suoi stessi compagni
- Estonia -  Arnold Meri
- Etiopia - Menghistu Hailé Mariàm, condannato a morte in absentia con 38 gerarchi
- Repubblica Democratica Tedesca – Erich Honecker, Egon Krenz
- Romania – Nicolae Ceaușescu